# Eparquía de Hadiab-Erbil
La eparquía de Hadiab-Erbil y el resto de la región del Kurdistán o de Adiabene (en latín: Eparchia Adiabensis Syrorum) es una circunscripción eclesiástica de la Iglesia católica en Irak. Se trata de una eparquía siria, inmediatamente sujeta patriarcado de Antioquía de los sirios. Desde el 28 de junio de 2019 su eparca es el arzobispo (a título personal) Nizar Semaan.

## Territorio y organización
La eparquía extiende su jurisdicción sobre los fieles católicos de rito antioqueno sirio residentes en el Kurdistán iraquí, que comprende las gobernaciones de Erbil, Duhok y Solimania.
La sede de la eparquía se encuentra en la ciudad de Ankawa (cerca de Erbil) en donde se halla la Catedral de la Reina de la Paz.
En 2020 en la eparquía existían 6 parroquias.

## Historia
El antiguo reino asirio de Adiabene (en asirio llamado Hadiab) tuvo su centro en Erbil y fue una región disputada entre Roma y Persia bajo los sasánidas. Su población luego se convirtió gradualmente de la religión mesopotámica entre los siglos I y IV al cristianismo de la Iglesia del Oriente (y en menor grado a la Iglesia ortodoxa siríaca), con Pkidha tradicionalmente convirtiéndose en su primer obispo alrededor del 104 según la Crónica de Erbil, una historia del cristianismo en Adiabene bajo los partos y sasánidas supuestamente escrita por el autor sirio oriental del siglo VI, Mshiha-zkha. El obispo de Erbil se volvió metropolitano de Adiabene o Hadiab en 410 en el sínodo de Isaac y Erbil se convirtió en un centro del cristianismo sirio oriental hasta finales de la Edad Media. Erbil perdió su antigua importancia con el crecimiento de Mosul, y el patriarca Timoteo I (780-823) trasladó la sede metropolitana a Mosul. Las diócesis de Adiabene fueron gobernadas por un metropolitano de Mosul y Erbil durante los siguientes cuatro siglos y medio. Alrededor de 1200, Mosul y Erbil se convirtieron en provincias metropolitanas separadas. El último metropolitano conocido de Mosul y Erbil fue Tittos, quien fue designado por Eliya III (1175-1189). A partir de entonces, los obispos metropolitanos separados para Mosul y Erbil se registran en una serie bastante completa de 1210 a 1318.
La archieparquía de Mosul se volvió católica en 1790.
La caída de la ciudad de Mosul en manos de los milicianos del Estado Islámico de Irak y el Levante en junio de 2014 tuvo consecuencias desastrosas para las diferentes comunidades cristianas. Según el testimonio del patriarca sirio-católico Ignacio José III Younan, los cristianos se vieron obligados a convertirse al islam o a abandonar inmediatamente la ciudad. Un gran número de cristianos logró huir al Kurdistán, en donde fueron protegidos por el Gobierno Regional del Kurdistán. El 9 de julio de 2017 el Gobierno iraquí completó la liberación de la ciudad de Mosul y los cristianos pudieron comenzar a regresar, aunque muchos de ellos permanecen en el Kurdistán.
Luego de ser aprobado por el sínodo patriarcal el 22 de junio, el 28 de junio de 2019 el patriarca Ignacio José III Younan decretó la erección de la eparquía de Hadiab-Erbil y el resto de la región del Kurdistán separando territorio de la archieparquía de Mosul. El obispo coadjutor de Mosul (desde el 27 de marzo de 2019), Nizar Semaan fue nombrado su primer eparca.
El 30 de agosto de 2019 el papa Francisco confirmó la erección de la eparquía, que fue denominada Adiabene (Hadiab) en el Boletín diario de la Santa Sede.

## Estadísticas
Según el Anuario Pontificio 2021 la eparquía tenía a fines de 2020 un total de 7 sacerdotes diocesanos.
| Año                                                                             | Población            | Población | Población      | Sacerdotes | Sacerdotes    | Sacerdotes    | Bautizados por sacerdote | Diáconos permanentes | Religiosos | Religiosos | Parroquias |
| Año                                                                             | Bautizados católicos | Total     | % de católicos | Total      | Clero secular | Clero regular | Bautizados por sacerdote | Diáconos permanentes | Varones    | Mujeres    | Parroquias |
| ------------------------------------------------------------------------------- | -------------------- | --------- | -------------- | ---------- | ------------- | ------------- | ------------------------ | -------------------- | ---------- | ---------- | ---------- |
| 2020                                                                            |                      |           |                | 7          | 7             |               |                          | 1                    |            |            | 6          |
| Fuente: Catholic-Hierarchy, que a su vez toma los datos del Anuario Pontificio. |                      |           |                |            |               |               |                          |                      |            |            |            |

## Episcopologio
- Nizar Semaan, desde el 28 de junio de 2019[5]